# Eduard Erler
Eduard Erler (25. září 1861 Innsbruck – 1. listopadu 1949 Innsbruck) byl rakouský politik, na počátku 20. století poslanec Říšské rady, v poválečném období poslanec rakouské Národní rady.

## Biografie
Vychodil národní školu a gymnázium. Vystudoval Innsbruckou univerzitu. Působil jako advokát v Innsbrucku Angažoval se v politice jako člen německých politických stran. Byl náměstkem starosty Innsbrucku.
Na počátku 20. století se zapojil i do celostátní politiky. Ve volbách do Říšské rady roku 1901 získal mandát v Říšské radě (celostátní zákonodárný sbor) za kurii městskou a obchodních a živnostenských komor, obvod Innsbruck, Hall, Rattenberg atd. Ve volbách do Říšské rady roku 1907 zvolen nebyl, ale parlamentu se vrátil již roku 1908 po doplňovací volbě místo poslance Josefa Holzhammera. Slib složil 26. listopadu 1908. Byl zvolen za obvod Horní Rakousy 4. Usedl do poslanecké frakce Německý národní svaz, do které se sloučily německé konzervativně-liberální a nacionální politické proudy. Mandát obhájil za týž obvod i ve volbách do Říšské rady roku 1911. Ve vídeňském parlamentu setrval až do zániku monarchie.
V letech 1918–1919 zasedal jako poslanec Provizorního národního shromáždění Německého Rakouska (Provisorische Nationalversammlung), nyní za Německou nacionální stranu (DnP).